# Nicsara inferior
Nicsara inferior är en insektsart som först beskrevs av Brunner von Wattenwyl 1898.  Nicsara inferior ingår i släktet Nicsara och familjen vårtbitare. Inga underarter finns listade i Catalogue of Life.